# Municipio de Morgan (condado de Butler)
El municipio de Morgan (en inglés: Morgan Township) es un municipio ubicado en el condado de Butler, en el estado estadounidense de Ohio. En el año 2010 tenía una población de 5515 habitantes y una densidad poblacional de 57,89 personas por km².

## Geografía
El municipio de Morgan se encuentra ubicado en las coordenadas 39°21′5″N 84°44′58″O / 39.35139, -84.74944. Según la Oficina del Censo de los Estados Unidos, el municipio tiene una superficie total de 95.26 km², toda ella tierra firme.

## Demografía
Según el censo de 2010, había 5515 personas residiendo en el municipio de Morgan. La densidad de población era de 57,89 hab./km². De los 5515 habitantes, el municipio de Morgan estaba compuesto por el 98.3% blancos, el 0.29% eran afroamericanos, el 0.34% eran amerindios, el 0.13% eran asiáticos, el 0.16% eran de otras razas y el 0.78% pertenecían a dos o más razas. Del total de la población el 0.82% eran hispanos o latinos de cualquier raza.